# Тивиком
«Тивико́м» — телерадиокомпания в Республике Бурятия. Ведёт вещание на русском и бурятском языках.

## История
Телекомпания образовалась летом 1990 года. Тогда она впервые вышла в эфир под названием «9 канал», так как начала вещание на 9 ТВК. Это было первым негосударственным телевещанием в Бурятии. Основателями телекомпании были Александр Елгин, Евгений Степанов, Владимир Саганов, Александр Левашов.
Первоначальное вещание велось на технике, не особо отвечавшей высокому качеству телевещания. К примеру, использовались обычные домашние японские видеомагнитофоны и бытовые видеокассеты VHS. Первые телепередачи снимались на квартире.
Интересная деталь: вещание было некоммерческим, без телерекламы. Впрочем, в 1990 году подобная реклама была редкостью и на ЦТ СССР. В прямом телеэфире основатели компании предлагали некоторые варианты оплаты их работы телезрителям. Например, даже добровольный взнос определённой суммы телезрителями. Через год работы «9 канал» встал на естественный путь зарабатывания денег в этом бизнесе — через рекламу. В основном это были частные и коммерческие объявления, зачитываемые диктором в эфире.
Тем временем, начали появляться первые собственные телепрограммы, например, передача «Видеофлэш» об американском кино, вёл которую Сергей Добрынин. Несмотря на это, собственной продукции не хватало, чтобы заполнить эфир целого частотного канала.

## Сетевые партнёры
- НТВ
- НВС
- ТНТ
- РЕН ТВ

## Сотрудничество с РЕН ТВ
«9 канал», уже сменивший к тому времени это название на «Тивиком», пошёл на сотрудничество с телекомпанией РЕН ТВ. Таким образом, в выгоде остались обе стороны: «Тивиком» начал получать деньги за предоставление частотного канала, РЕН ТВ же вышел на телеаудиторию Улан-Удэ и окрестных районов Бурятии. У «Тивикома» постепенно начались появляться свои телепрограммы, расширялся штат журналистов.

## Современность
В конце 1990-х годов телекомпания уже несколько раз сменила своих владельцев. В 2000-х годах компанию приобрела мэрия города Улан-Удэ.
23 августа 2010 года «Тивиком» прекратил сотрудничество с РЕН ТВ, полностью начав вещание на своём 9 ТВК. Телекомпания начала покупать лицензионные фильмы, телепередачи, мультфильмы. Увеличила производство собственных телепрограмм.
В настоящее время «Тивиком» вещает на весь Улан-Удэ и районы, прилегающие к столице Бурятии — это более 500 тысяч зрителей. Потенциальный охват — 900 тысяч человек.
Одна из программ компании, «Городские истории», стала победителем всероссийского конкурса журналистов «Я люблю Россию-2011».
В декабре 2014 года ТК «Тивиком» стал учредителем нового печатного издания вместо обанкротившейся газеты «Правда Бурятии».

## Конфликт
Весной 2013 года вокруг телекомпании возник конфликт, вызванный сменой руководства города Улан-Удэ: горсовет отстранил от работы Г. Айдаева и на его место избрал А. Голкова. Часть коллектива телекомпании посчитала, что новое руководство будет зажимать свободу слова и покинула «Тивиком». В свою очередь мэрия Улан-Удэ обвиняла журналистов в том, что те, якобы, незаконно выносят оборудование телестудии для создаваемого нового телеканала. Журналистами, ушедшими с «Тивикома», был создан новый телеканал «АТВ-медиа», однако у него не было лицензии на метровый канал и АТВ впервые вышел в эфир на кабельном ТВ. Спустя некоторое время конфликт был улажен и большая часть ушедших журналистов вернулась на работу в «Тивиком».
Результатом конфликта стал уход с поста генерального директора телекомпании Александра Левашова, которого заменила Сэрэмжид Интогарова. Однако, проработав в этой должности около трёх месяцев, она тоже была уволена.
С марта 2015 года по настоящее время телекомпанию вновь возглавляет Антон Пластинин.
С сентября 2018 года телерадиокомпания "Тивиком" перешла на производство и вещание в формате Full HD. А с февраля 2018 года канал вещает в OTT среде в Peers.TV.

## Телепрограммы
- Активный горожанин
- Атака Латышевой
- Багдаев
- Байки в баньке
- Благовест Бурятии
- Бои без правил
- Буддийская среда
- Бурятская программа
- Ваше право
- Вестник Народного Хурала
- Вкусно!
- Вместе с наукой
- Врачи
- Во саду ли, в огороде…[6]
- Восточный альянс
- Газ в палас
- Городские истории XX век
- Город. Шутенков. О главном
- Горячая линия
- Дельный совет
- День города
- Детектор лжи
- Детская площадка
- Доверяй, но проверяй!
- Домашний зоопарк
- Дружи со спортом
- Есть разговор
- Закулисные войны
- За окном
- Заповедники России
- Зурхай
- Испытано на себе
- Лига чемпионов
- Линия два
- Люди РФ
- Масскульт
- Мемориалы России
- Метеопрогноз
- Модные уроки
- Наша марка
- Несерые будни
- Новости городского Совета и Народного Хурала
- Новости дня
- Ночной канал на Тивикоме
- Объектив
- Один день в городе
- Открытый город
- Путешествия с Тивикомом
- Радар-спорт[7]
- Рождённый в СССР
- Серебряный бор
- Середина земли. Расширяя границы…[8]
- Спросим прямо
- Сүлдэ
- Танцуют все!
- Тени прошлого
- Тивиком-Эксклюзив
- Түхэриг
- Утро с чемпионом
- Утумата
- Уулзалга
- Yдэрэй hонин
- Физкульт привет!
- Хроника Восточной Сибири
- Хүдөө нютаг
- Школьное телевидение — Школьное ТВ
- Эксперименты Войцеховского
- Fish eye